# Edubuntu
Edubuntu – dystrybucja Linuksa przeznaczona do użycia podczas zajęć szkolnych. Jest to gałąź dystrybucji Ubuntu z preinstalowanym oprogramowaniem Linux Terminal Server Project oraz szeregiem innych aplikacji użytkowych i edukacyjnych: GCompris, KDE Edutainment Suite, Tux4Kids, Schooltool Calendar i LibreOffice. Pierwsze wydanie dystrybucji pojawiło się 13 października 2005 i zbiegło z wydaniem Ubuntu 5.10 Breezy Badger – kolejne również będą równoległe. Mottem Edubuntu jest „Linux dla młodych istot ludzkich” (ang. „Linux for young human beings”).
Edubuntu jest tworzone przy współpracy z nauczycielami i inżynierami z całego świata. Celem dystrybucji jest aby nauczyciel – z niewielką wiedzą i umiejętnościami technicznymi – mógł urządzić laboratorium komputerowe albo środowisko nauczania przez Internet w mniej niż godzinę, po czym łatwo administrować całym projektem bez szczegółowej wiedzy nt. systemu Linux.
Najważniejsze cechy osiągnięte przy projektowaniu Edubuntu to:
- scentralizowane zarządzanie konfiguracją, kontami użytkowników (uczniów), zadaniami oraz łatwość pracy zespołowej w klasie
- zebranie razem najlepszego zestawu wolnego oprogramowania oraz edukacyjnych materiałów w formie elektronicznej.

Dystrybucja Edubuntu korzysta z Ubuntu jako bazy systemu operacyjnego i „cienkiego klienta” Linux Terminal Server Project, jak również zawiera aplikacje odpowiednie do nauki uczniów w wieku 6–18 lat. Poprzez niewielkie wymagania co do platformy komputerowej pozwala wykorzystać istniejące pracownie ze starszymi maszynami lub zakupić tańsze, mniej wydajne komputery.
Według oficjalnej witryny „Edubuntu zawiera najlepsze tłumaczenia językowe i dostępność składników, jakie oferuje społeczeństwo Wolnego Oprogramowania, co pozwala na użycie systemu przez największą liczbę ludzi jak to możliwe”. Dystrybucja Edubuntu jest darmowa i nigdy nie będzie obciążona kosztami zakupu.
Najnowsza wersja systemu 24.04 została wydana 25 kwietnia 2024 roku pod nazwą „Noble Numbat”.

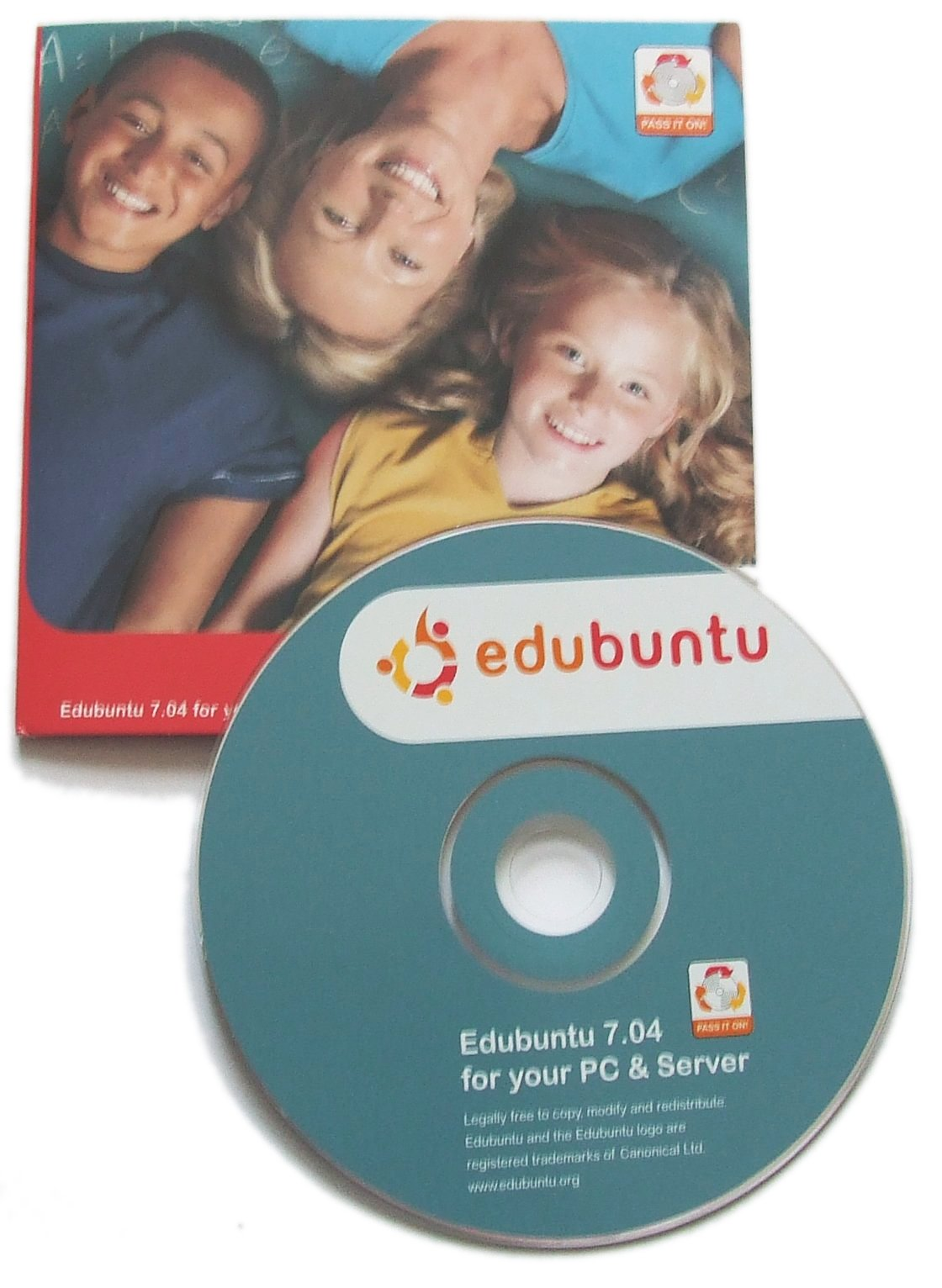
Płyty z Edubuntu 7.04
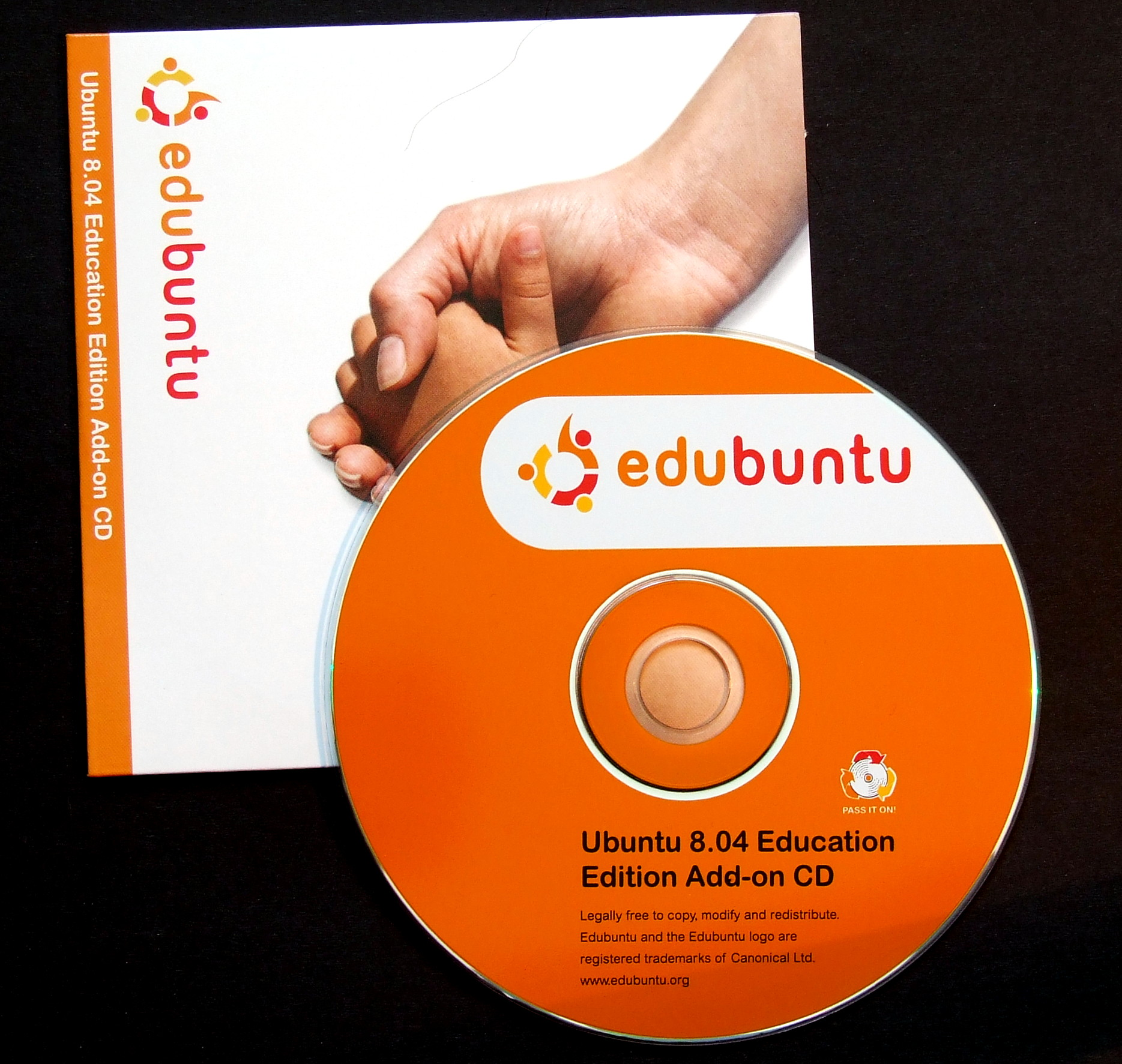
Płyty z Edubuntu 8.04